# Gerald R. Ford (lớp tàu sân bay)
Lớp Gerald R. Ford (hay lớp Ford; trước đây gọi là lớp CVN-21) là một lớp tàu sân bay đang được chế tạo để thay thế các tàu sân bay lớp Nimitz hiện có của Hải quân Hoa Kỳ. Chiếc tàu đầu tiên được biên chế là USS Gerald R. Ford (CVN-78). Các tàu mới có thân tàu tương tự lớp Nimitz, nhưng sở hữu mới  các công nghệ được phát triển như Hệ thống phóng máy bay bằng điện từ, cũng như các tính năng thiết kế khác nhằm cải thiện hiệu quả và giảm chi phí vận hành, bao gồm cả việc vận hành với thủy thủ đoàn số lượng nhỏ hơn.

## Đặc điểm thiết kế
Các tàu sân bay lớp Gerald R. Ford sẽ có:
- Hệ thống cáp hãm máy bay tiên tiến.[9]
- Tự động hóa, cho phép thủy thủ đoàn ít hơn vài trăm người so với tàu sân bay lớp Nimitz.[10]
- Tên lửa RIM-162 Evolved Sea Sparrow, với khả năng tiêu diệt các loại máy bay và tên lửa hành trình, kể cả tên lửa chống hạm hành trình siêu thanh.[11]
- Một radar đa chức năng băng tần X AN/SPY-3 và radar băng tần S AN/SPY-4.[12] Cả hai kết hợp được gọi là Dual Band Radar (DBR), ban đầu được phát triển cho tàu khu trục tàng hình Zumwalt.[13]
- Một hệ thống phóng máy bay bằng điện từ (EMALS) bao gồm 4 máy phóng thay cho máy phóng hơi nước truyền thống.
- Một thiết kế lò phản ứng hạt nhân mới, lò này thiết kế nhỏ gọn hơn nhưng công suất lớn hơn đáng kể so với trên tàu sân bay lớp Nimitz.
- Tính năng giảm phản xạ sóng radar.
- Mang theo tối đa 90 máy bay, bao gồm Boeing F/A-18E/F Super Hornet, Boeing EA-18G Growler, Grumman C-2 Greyhound, Northrop Grumman E-2 Hawkeye, Lockheed Martin F-35C Lightning II, máy bay trực thăng Sikorsky SH-60 Seahawk và các máy bay không người lái.[14][15]

Các tàu sân bay lớp Gerald R. Ford có chi phí trọn đời giảm do quy mô thủy thủ đoàn nhỏ hơn. Tàu có thể duy trì 160 lần xuất kích và trở về của các máy bay mỗi ngày trong vòng hơn 30 ngày, trong đó cao điểm 1 ngày có thể tới 270 lần xuất kích.

## Phát triển

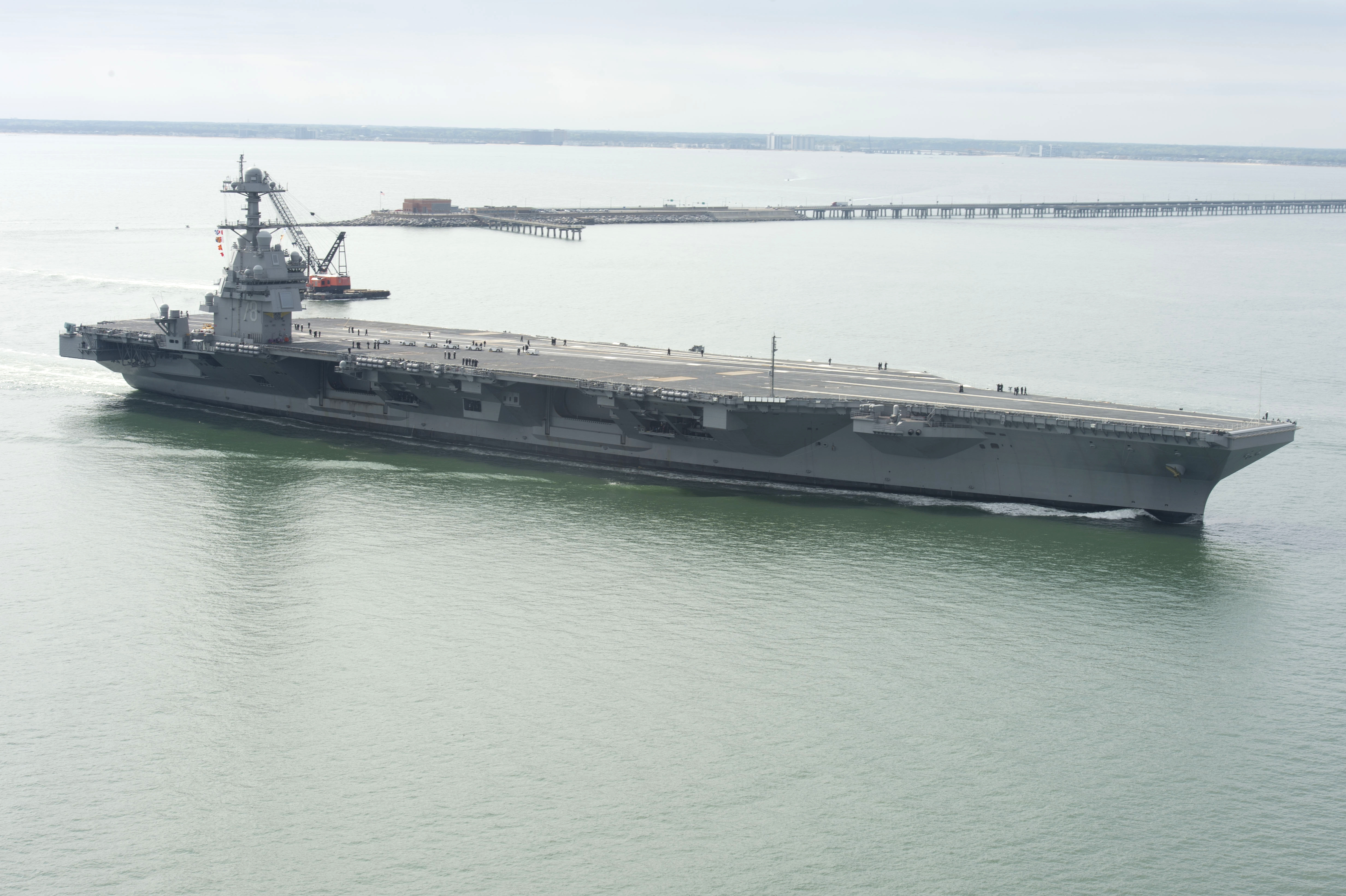
USS Gerald R. Ford đến Căn cứ hải quân Norfolk sau 7 ngày thử nghiệm của nhà máy đóng tàu, tháng 4/2017

So với lớp Nimitz, những thay đổi thiết kế chính bao gồm sàn bay lớn hơn, các cải tiến về bảo quản và xử lý vũ khí, hệ thống động lực hàng hải mới đòi hỏi ít người vận hành và bảo trì hơn. Những tiến bộ công nghệ trong điện từ đã dẫn đến sự phát triển của Hệ thống phóng máy bay bằng điện từ (EMALS) và Hệ thống hãm máy bay tiên tiến (AAG). Ship Self-Defense System (SSDS) là hệ thống tác chiến tích hợp đã được phát triển để cho phép con tàu dễ dàng thực hiện các nhiệm vụ mới. Radar băng tần kép (DBR) kết hợp hai radar băng tần S và băng tần X. Thay đổi ở sàn bay cho tần suất xuất kích cao hơn của các máy bay, khoảng 160 mỗi ngày với giới hạn 270 lần.

### Sàn sân bay

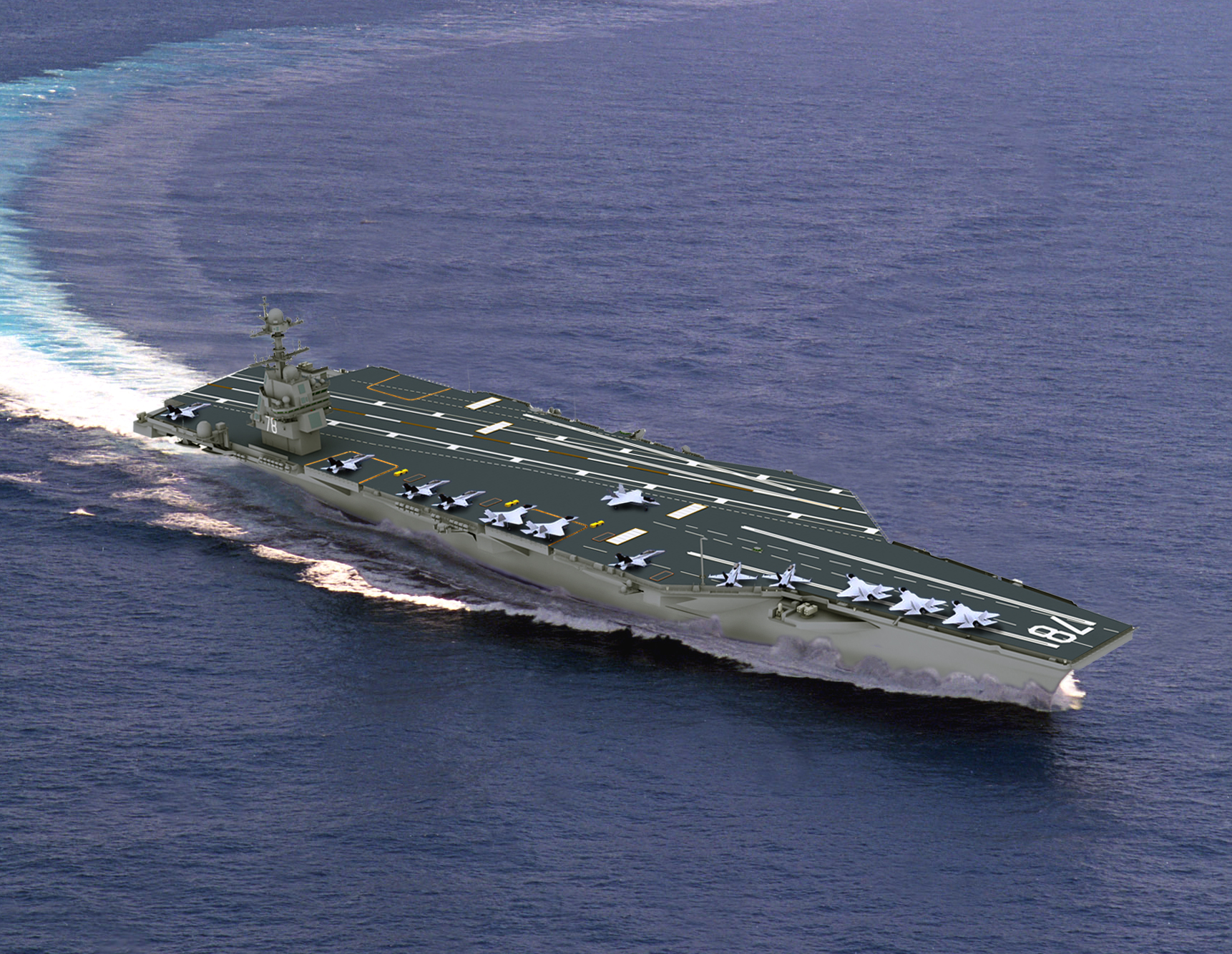
Mô phỏng CVN-78

Những thay đổi trên sàn bay là sự khác biệt dễ thấy nhất giữa lớp Nimitz và Gerald R. Ford. Đường băng rộng hơn, phần tháp chỉ huy được thu nhỏ và lùi về phía đuôi tàu. Một số khu vực đã được thay đổi để cải thiện việc sắp xếp và di chuyển máy bay, tất cả đều phục vụ cho mục tiêu tăng tần suất xuất kích của các máy bay.
Máy phóng hơi nước số 4 trên các tàu lớp Nimitz không thể phóng các máy bay được trang bị đầy đủ do thiết kế dọc theo mép boong. CVN-78 sẽ xử lý triệt để vấn đề này nhưng vẫn duy trì đủ 4 máy phóng. Số lượng thang máy dùng để nâng hạ máy bay từ kho chứa đến sàn bay đã giảm từ 4 xuống còn 3.
Đồng thời, việc di chuyển vũ khí từ kho đến máy bay trên boong đã được sắp xếp hợp lý và nhanh hơn. Vũ khí đạn dược sẽ được nâng lên khu vực hậu cần tập trung thông qua các thang máy sử dụng motor tuyến tính công suất cao dành riêng cho vận chuyển vũ khí. Những thang máy này được đặt sao cho việc di chuyển vũ khí đạn dược không ảnh hưởng đến việc di chuyển và sắp xếp máy bay, do đó làm giảm các vấn đề giao thông trong kho chứa máy bay và trên sàn bay. Năm 2008, Chuẩn đô đốc Dennis M. Dwyer cho biết những cải tiến này sẽ khiến cho việc tái vũ trang máy bay chỉ trong "vài phút thay vì hàng giờ".

### Hệ thống động lực
Lớp Gerald R. Ford trang bị 2 lò phản ứng hạt nhân Bechtel A1B, trong đó mỗi lò tuy nhỏ hơn và vận hành đơn giản hơn và nhưng cho công suất mạnh hơn nhiều so với lò phản ứng A4W trên lớp Nimitz. Hai lò phản ứng A1B sẽ được lắp đặt trên mỗi tàu sân bay lớp Gerald R. Ford, cung cấp công suất phát điện lớn hơn ít nhất 25% so với 550 MW của hai lò phản ứng A4W trong tàu sân bay lớp Nimitz.
Cũng như các lò phản ứng hạt nhân khác dành cho Hải quân Mỹ, A1B sử dụng các thanh nhiên liệu là hợp kim với 15% zirconium và 85% uranium, trong đó Uranium được làm giàu tới 93.5%. Sử dụng uranium làm giàu mức độ cao cho thiết kế lò nhỏ gọn hơn, công suất cao hơn và giảm gánh nặng hậu cần và bảo dưỡng.
Hơi nước được chuyển thành năng lượng bằng cách đưa chúng đến 4 máy phát tua bin chính để tạo ra điện cho các hệ thống trên tàu và cho máy phóng điện từ.

### Máy phóng máy bay bằng điện từ

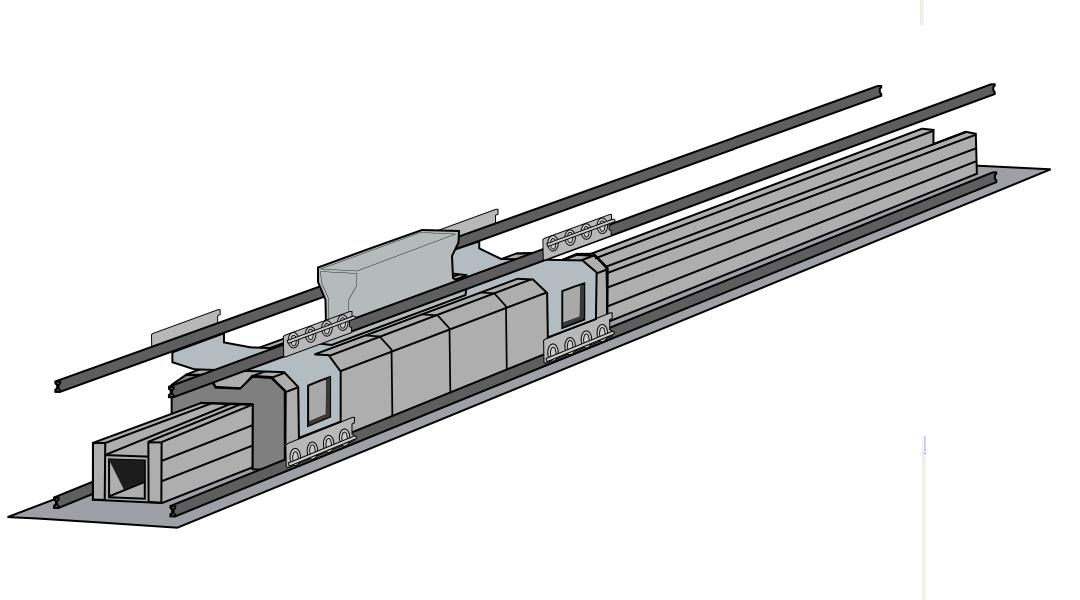
Một bản vẽ của động cơ cảm ứng tuyến tính của EMALS

Các tàu sân bay lớp Nimitz trước đây sử dụng máy phóng chạy bằng hơi nước để phóng máy bay. Hệ thống phóng máy bay bằng điện từ (EMALS) của lớp Gerald R. Ford cho hiệu quả tốt hơn, nhỏ gọn hơn, nhẹ hơn, mạnh hơn và dễ điều khiển hơn. Hệ điều khiển cải tiến của EMALS sẽ cho phép phóng cả các máy bay nặng hơn và nhẹ hơn so với máy phóng hơi nước cho phép. EMALS sẽ không được trang bị thêm vào lớp Nimitz, vì không thể tạo ra đủ điện để cung cấp năng lượng cho nó.

### Hệ thống cáp hãm máy bay tiên tiến
Nam châm điện được sử dụng trong hệ thống cáp hãm máy bay tiên tiến (AAG) mới. Hệ thống hiện tại trên Nimitz dựa vào cơ cấu thủy lực để làm chậm và dừng máy bay hạ cánh, cách này không thể hãm các thiết bị máy bay không người lái (UAV) mà không làm hỏng càng đáp của chúng do áp lực cực lớn lên khung máy bay. Bằng cách sử dụng điện từ, việc hấp thụ năng lượng được điều khiển bằng động cơ turbo-điện. Điều này làm cho việc hãm máy bay mượt mà hơn và giảm sốc lên máy bay. Mặc dù ở trên sàn máy bay, cáp hãm của AAG nhìn không khác gì với hệ thống cũ bằng thủy lực nhưng nó sẽ linh hoạt, an toàn và đáng tin cậy hơn, và sẽ cần ít bảo trì ít hơn.

### Hệ thốngcảm biếnvà phòng thủ
Lớp Gerald R. Ford được trang bị hệ thống tích hợp các radar mảng pha quét điện tử chủ động (AESA) cho việc phát hiện và theo dõi các mối đe doạ. Hệ thống cảm biến chính trên tàu là bộ Radar Băng Tần Kép (Dual Band Radar - DBR), được phát triển bởi Raytheon cho cả tàu khu trục tên lửa dẫn đường lớp Zumwalt và tàu sân bay lớp Gerald R. Ford. DBR hoạt động bằng cách kết hợp radar đa chức năng băng tần X AN/SPY-3 với radar tìm kiếm băng tần S AN/SPY-4, được chia thành ba mảng.

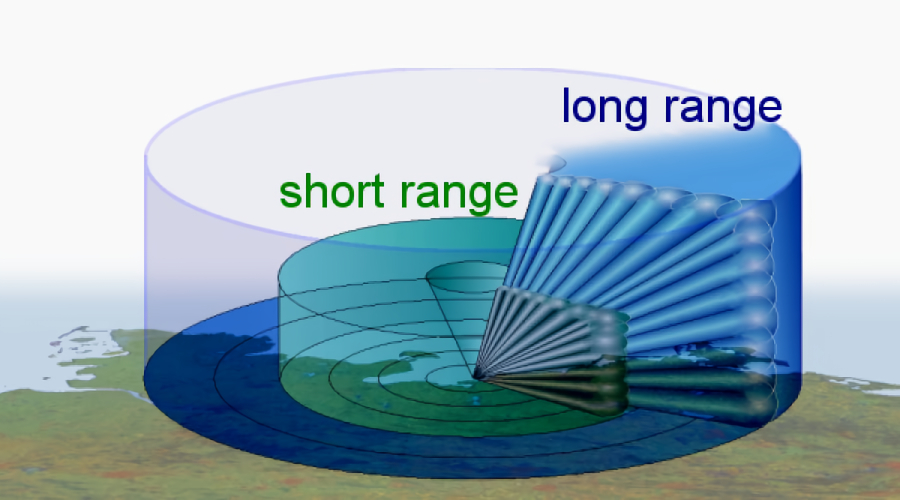
Sơ đồ hoạt động của AN/SPY-3

AN/SPY-3 băng tần X làm nhiệm vụ theo dõi độ mục tiêu độ cao thấp và chiếu xạ mục tiêu, trong khi radar AN/SPY-4 băng tần S tìm kiếm và theo dõi mục tiêu bất kể điều kiện thời tiết. "Hoạt động đồng thời trên hai dải tần số điện từ, DBR đánh dấu lần đầu tiên chức năng này đạt được bằng cách sử dụng hai tần số được điều phối bởi một máy tính quản lý."
DBR sử dụng các siêu máy tính thương mại sẵn có của IBM để cung cấp điều khiển và xử lý tín hiệu. Sử dụng các giải pháp thương mại giúp giảm chi phí phát triển, tăng độ tin cậy và khả năng bảo trì hệ thống. Các máy chủ hiệu suất cao thực hiện phân tích tín hiệu bằng cách sử dụng các kỹ thuật xử lý tín hiệu số từ radar, bao gồm cân bằng kênh, lọc lộn xộn, xử lý hiệu ứng Doppler, chỉnh sửa xung và thực hiện nhiều thuật toán bảo vệ điện tử tiên tiến. Các siêu máy tính của IBM được cài đặt trong các tủ rack cung cấp chức năng cách ly điện từ, chống sốc và rung.
DBR sử dụng trình theo dõi băng tần kép nhiều tầng, bao gồm trình theo dõi băng tần X cục bộ, trình theo dõi băng tần S cục bộ và trình theo dõi trung tâm. Trình theo dõi trung tâm hợp nhất dữ liệu của các trình theo dõi cục bộ lại với nhau và chỉ đạo cập nhật của trình theo dõi từng nhóm. Trình theo dõi băng tần X được tối ưu hóa cho độ trễ thấp để cung cấp khả năng phòng thủ trước các tên lửa bay thấp và nhanh, trong khi trình theo dõi băng tần S được tối ưu hóa cho thông lượng do yêu cầu vùng phủ sóng tìm kiếm không gian lớn.
Enterprise Air Surveillance Radar (EASR) là một thiết kế radar giám sát mới sẽ được lắp đặt trong tàu sân bay thứ hai của lớp Gerald R. Ford, John F. Kennedy (CVN-79), thay cho radar DBR. Các tàu tấn công đổ bộ lớp America bắt đầu từ LHA-8 và các tàu lớp LX(R) mới theo kế hoạch cũng sẽ có radar này. Chi phí cho mỗi bộ radar EASR sẽ thấp hơn khoảng 180 triệu đô la so với DBR, với ước tính khoảng 500 triệu đô la.
Các tàu lớp Ford sẽ được trang bị tên lửa Raytheon RIM-162 Evolve Sea Sparrow (ESSM), có khả năng phòng thủ chống lại tên lửa chống hạm siêu thanh cơ động cao, RIM-162 có tầm bắn trên 50km. Hệ thống CIWS và RIM-116 Rolling Airframe Missile (RAM) của Raytheon và Ramsys GmbH cũng có mặt trên tàu. 

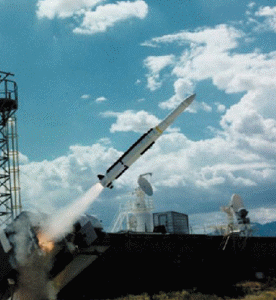
Tên lửa RIM-162 Evolved Sea Sparrow

### Các kế hoạch nâng cấp khác
Các hệ thống phòng thủ trong tương lai, như vũ khí năng lượng định hướng bằng laser electron tự do, "giáp động" và các hệ thống cảm biến khác sẽ cần nhiều điện hơn. Các hệ thống hiện tại trên các tàu lớp Ford, kể cả hệ thống động lực và máy phóng điện từ, hiện mới chỉ sử dụng đến một nửa công suất của hai lò phản ứng hạt nhân A1B. Vì vậy một nửa công suất dự trữ còn lại sẽ được dành cho triển khai các hệ thống tương lai như laser và giáp động. Việc bổ sung các công nghệ mới, hệ thống điện, bố trí thiết kế và hệ thống điều khiển tốt hơn dẫn đến tỷ lệ xuất kích tăng 25% so với lớp Nimitz và giảm 25% nhân lực cần thiết để vận hành.

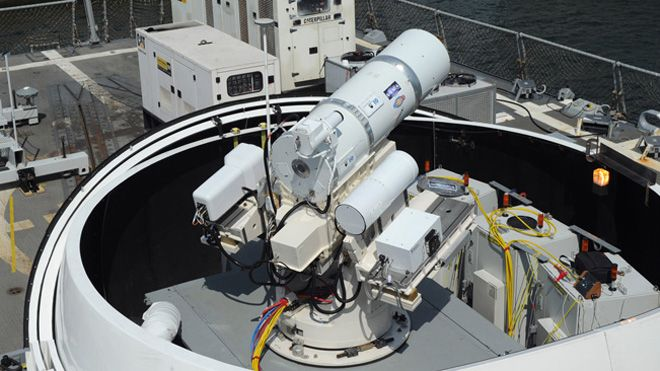
Nguyên mẫu laser hải quân trong một thử nghiệm trên tàu

Hải quân đang phát triển Laser electron tự do (FEL) để chống lại các mối đe doạ là tên lửa hành trình và các tàu thuyền nhỏ.

### Cơ sở y tế
Gerald R. Ford có một bệnh viện nội trú bao gồm phòng thí nghiệm đủ tiêu chuẩn, hiệu thuốc, phòng phẫu thuật, phòng chăm sóc đặc biệt 3 giường, phòng cấp cứu 2 giường và phòng bệnh viện 41 giường, quản lý bởi 11 sĩ quan y tế và 30 nhân viên quân y.

## Các tàu sân bay lớp Gerald R. Ford
Dự kiến sẽ có 10 tàu thuộc lớp này. Đến nay, 5 đã được công bố: 
| Tàu               | Phiên hiệu | Đặt lườn                  | Hạ thủy                   | Biên chế                 | Dự kiến thay thế              | Trạng thái      | Chú thích           |
| ----------------- | ---------- | ------------------------- | ------------------------- | ------------------------ | ----------------------------- | --------------- | ------------------- |
| Gerald R. Ford    | CVN-78     | Ngày 13 tháng 11 năm 2009 | Ngày 11 tháng 10 năm 2013 | Ngày 22 tháng 7 năm 2017 | Enterprise (CVN-65)           | Đang hoạt động  | [ 38 ] [ 39 ]       |
| John F. Kennedy   | CVN-79     | 22 tháng 8 năm 2015       | 29 tháng 10 năm 2019      | 2022 (dự kiến)           | Nimitz (CVN-68)               | Đang hoàn thiện | [ 1 ] [ 40 ] [ 41 ] |
| Enterprise        | CVN-80     | 2020 (dự kiến)            | 2025 (dự kiến)            | 2027 (dự kiến)           | Dwight D. Eisenhower (CVN-69) | Đang xây dựng   | [ 42 ]              |
| Doris Miller      | CVN-81     | 2023 (dự kiến)            | 2028 (dự kiến)            | 2030 (dự kiến)           | Carl Vinson (CVN-70)          | Đặt hàng        | [ 43 ]              |
| Chưa có thông tin | CVN-82     | 2027 (dự kiến)            | 2032 (dự kiến)            | 2034 (dự kiến)           | Theodore Roosevelt (CVN-71)   | Đặt hàng        |                     |

Vào tháng 3 năm 2020, Quyền Bộ trưởng Hải quân Thomas Modly cho rằng sẽ chỉ có bốn chiếc tàu này được đóng: Gerald R Ford (CVN 78), John F. Kennedy (CVN 79), Enterprise (CVN 80) và Doris Miller (CVN 81).